# 秋山謙一郎
秋山 謙一郎（あきやま けんいちろう、1971年6月11日 - ）は、著作家、経済ジャーナリスト、フリージャーナリスト。兵庫県神戸市生まれ。
金融経済及び労働問題、防衛、司法を主な執筆分野とする。
銀行、証券、先物取引など、金融全般を専門とする。金融商品解説者として金融派生商品（デリバティブ）といったアクティブ金融商品を取り扱った著作多数。

## 人物
ダイヤモンド社「週刊ダイヤモンド」「ダイヤモンド・オンライン」、朝日新聞出版「AERA」「AERA dot.」、講談社「現代ビジネス」、扶桑社「週刊SPA!」、小学館「週刊ポスト」、ミリオン出版「実話ナックルズ」などに寄稿。
2015年頃から用いられている、性交渉を持たない既婚者同士の恋愛関係を意味する「セカンド・パートナー」という言葉は、「dot.」（現「AERA dot.」）の「友達以上不倫未満？　“セカンド・パートナー”という不思議な男女関係とは！？」（2015年7月20日）が初出であることから、この言葉と概念の発祥者といわれている。
週刊ダイヤモンド2014年6月21日号「自衛隊と軍事ビジネスの秘密」、同2016年6月25日号「創価学会と共産党」、同2016年7月30日号「日本の警察　もっと知りたい権力とお金」、2017年8月26日号「自衛隊　防衛ビジネス　本当の実力」などの特集に外部ライターとして参加、ダイヤモンド・オンライン特集「弁護士業界　疲弊の真相」の連載した。
経済著者、記者としての活動の一方、「AERA dot.」やダイヤモンド・オンラインでは「西成・あいりん地区」関連の記事を多数寄稿しているほか、公務員問題やブラック企業問題をはじめとする社会・労働問題や、大阪市政関連にみられる社会、政治問題の他、防衛大学校学生保険金詐欺事件や護衛艦艦長SNS不適切投稿問題などの防衛不祥事を取り扱った記事も手掛けている。
週刊ダイヤモンド「高級マンション建設の噂に色めき立つ東京の富裕層」2014年1月18日号、週刊ダイヤモンド　オンライン版　「再開発の目玉、グランフロントは大阪経済活性化の起爆剤になるか」2013年5月17日　同 連載記事「ＫＯＢＥ珈琲ものがたり」に見られるように、一貫して関西に軸足を置いた著作、記者活動を行っている。

## 著書

### 単著
- 『弁護士の格差』朝日新書、2018年、ISBN　978-4-0227-3748-9
- 『証券業界の動向とカラクリがよ〜くわかる本第4版』秀和システム、2017年、ISBN 978-4-7980-5171-0
- 『友達以上、不倫未満』朝日新書、2017年、ISBN 978-4022-73712-0
- 『記者・ライターの「お仕事」と「正体」がよーくわかる本』秀和システム、2016年、ISBN 978-4-7980-4681-5
- 『証券業界の動向とカラクリがよ〜くわかる本第3版』秀和システム、2014年、ISBN 978-4798-04194-0
- 『ブラック企業経営者の本音』扶桑社新書、2014年、ISBN 978-4-5940-7002-1
- 『航空マンの「お仕事」と「正体」がよーくわかる本―本当のところどうなの?本音がわかる!仕事がわかる!』秀和システム、2012年、ISBN 978-4798-03636-6
- 『商社マンの「お仕事」と「正体」がよーくわかる本―本当のところどうなの? 』秀和システム、2012年、ISBN 978-4798-03454-6
- 『公務員の「お仕事」と「正体」がよーくわかる本―本当のところどうなの?　本音がわかる!仕事がわかる!  』秀和システム、2012年、ISBN 978-4798-03385-3
- 『証券マンの「お仕事」と「正体」がよーくわかる本―本当のところどうなの?　本音がわかる!仕事がわかる!  』秀和システム、2012年、ISBN 978-4798-03281-8
- 『銀行員の「お仕事」と「正体」がよーくわかる本―本当のところどうなの?　本音がわかる!仕事がわかる! 』秀和システム、2011年、ISBN 978-4-7980-3190-3
- 『証券業界の動向とカラクリがよ〜くわかる本第2版』秀和システム、2011年、ISBN 978-4-7980-3035-7
- 『ポケット図解 日経225miniの買い方・売り方がわかる本 [J-GATE対応版]』秀和システム、2011年、ISBN 978-4-7980-2914-6
- 『いまこそ知っておきたい！ 本当の中国経済とビジネス』秀和システム、2011年、ISBN 978-4-7980-2885-9
- 『ポケット図解　くりっく株365の買い方・売り方がわかる本』秀和システム、2011年、ISBN 978-4-7980-2828-6
- 『信用取引入門―シミュレーションでわかる!』秀和システム、2010年、ISBN 978-4-7980-2595-7
- 『日経225mini取引入門―シミュレーションでわかる!』秀和システム、2010年、ISBN 978-4-7980-2503-2
- 『最新新聞業界の動向とカラクリがよ〜くわかる本』秀和システム、2009年、ISBN 978-4-7980-2391-5
- 『大証FXではじめるFX投資』秀和システム、2009年、ISBN 978-4-7980-2325-0
- 『CFD取引入門』秀和システム、2009年、ISBN 978-4-7980-2260-4
- 『国土交通省のカラクリと仕事がわかる本（ポケット図解）』秀和システム、2009年、ISBN 978-4-7980-2171-3
- 『厚生労働省のカラクリと仕事がわかる本（ポケット図解）』秀和システム、2008年、ISBN 978-4-7980-2145-4
- 『日経225オプションの買い方・売り方がわかる本（ポケット図解）』秀和システム、2008年、ISBN 978-4-7980-2093-8
- 『経済産業省のカラクリと仕事がわかる本―ポケット図解（ポケット図解）』秀和システム、2008年、ISBN 978-4-7980-2038-9
- 『財務省・金融庁のカラクリと仕事がわかる本（ポケット図解）』秀和システム、2008年、ISBN 978-4-7980-2010-5
- 『金融商品のキホンとカラクリがわかる本（ポケット図解）』秀和システム、2008年、ISBN 978-4-7980-1982-6
- 『ポケット図解 金ミニ・ETFの買い方・売り方がわかる本（ポケット図解）（単行本）』秀和システム、2008年、ISBN 978-4-7980-1909-3
- 『ポケット図解 日経225miniの買い方・売り方がわかる本』秀和システム、2008年、ISBN 978-4-7980-1874-4
- 『最新証券業界の動向とカラクリがよ〜くわかる本』秀和システム、2007年、ISBN 978-4-79801822-5

### 共著
- 『昭和発掘 黄金の時代、再び (別冊宝島)』2017年　ISBN 978-4800275882
- 『弁護士 裁判官 検察官 司法が危ない (別冊宝島) 』2017年　ISBN 978-4800271822
- 『日本共産党 思想と正体 (別冊宝島 2573)』2017年　ISBN　978-4800270078
- 『弁護士の格差』 (別冊宝島）2016年　ISBN　978-4800259554
- 『全国警察力ランキング―本当に優秀なケーサツはどこだ?』 (別冊宝島 (1371)）　2016年　ISBN 978-4796655057
- 「警察組織」完全読本 (TJMOOK ふくろうBOOKS)2015年　ISBN 978-4800248466
- 『教師が危ない』 (別冊宝島 2333) 2015年　ISBN 978-4800239914
- 『自衛隊の真実』 (別冊宝島 2313) 2015年　ISBN 978-4800238375
- 『警察組織24時』 (別冊宝島 2268)2014年　ISBN 978-4800234476
- 『知られざる自衛隊と軍事ビジネス』 (別冊宝島 2254)2014年　ISBN 978-4800232632
- 『刑事ドラマを100倍楽しむ ホントの警察』 (宝島SUGOI文庫)2014年　ISBN 978-4800231178
- 『警察組織のすべて』別冊宝島2175 　2014年、ISBN 978-4800223302
- 『銀行員の正体』別冊宝島2099　2013年、ISBN 978-4800218735
- 『思考のプロに学ぶ!考える極意』別冊宝島1538 スタディー、2008年、ISBN 978-4-79666-389-2
- 『脳力200%活用!究極の勉強法』別冊宝島 1515 スタディー、2008年、ISBN 978-4-79666-113-3
- 『3日で達人!eワラント超活用術』インフォレスト（共著）、2007年、ISBN 978-4-86190-259-8
- 『楽天証券公式ガイドブックマーケットスピード活用編』アメンド（共著）、2007年、ISBN 978-4-902994-54-4
- 『3日で達人 FX活用術　FXのテクニックで1億円を稼ぐ』インフォレスト（編共著）、2006年、ISBN 4-86190-162-6
- 『日本経済「黒幕」の系譜』宝島社（共著）、2006年、ISBN 4-7966-5189-6
- 『日本を動かす組織のウラ側』宝島社（共著）、2006年、ISBN 4-7966-5269-8